# Industrie pharmaceutique marocaine
 (juin 2025).
La mise en forme du texte ne suit pas les recommandations de Wikipédia : il faut le « wikifier ».
Les points d'amélioration suivants sont les cas les plus fréquents :
- Les titres sont pré-formatés par le logiciel. Ils ne sont ni en capitales, ni en gras.
- Le texte ne doit pas être écrit en capitales (les noms de famille non plus), ni en gras, ni en italique, ni en « petit »…
- Le gras n'est utilisé que pour surligner le titre de l'article dans l'introduction, une seule fois.
- L'italique est rarement utilisé : mots en langue étrangère, titres d'œuvres, noms de bateaux, etc.
- Les citations ne sont pas en italique mais en corps de texte normal. Elles sont entourées par des guillemets français : « et ».
- Les listes à puces sont à éviter, des paragraphes rédigés étant largement préférés. Les tableaux sont à réserver à la présentation de données structurées (résultats, etc.).
- Les appels de note de bas de page (petits chiffres en exposant, introduits par l'outil «  Source ») sont à placer entre la fin de phrase et le point final[comme ça].
- Les liens internes (vers d'autres articles de Wikipédia) sont à choisir avec parcimonie. Créez des liens vers des articles approfondissant le sujet. Les termes génériques sans rapport avec le sujet sont à éviter, ainsi que les répétitions de liens vers un même terme.
- Les liens externes sont à placer uniquement dans une section « Liens externes », à la fin de l'article. Ces liens sont à choisir avec parcimonie suivant les règles définies. Si un lien sert de source à l'article, son insertion dans le texte est à faire par les notes de bas de page.
- La présentation des références doit suivre les conventions bibliographiques. Il est recommandé d'utiliser les modèles {{Ouvrage}}, {{Chapitre}}, {{Article}}, {{Lien web}} et/ou {{Bibliographie}}. Le mode d'édition visuel peut mettre en forme automatiquement les références.
- Insérer une infobox (cadre d'informations à droite) n'est pas obligatoire pour parachever la mise en page.

Pour une aide détaillée, merci de consulter Aide:Wikification.
Si vous pensez que ces points ont été résolus, vous pouvez retirer ce bandeau et améliorer la mise en forme d'un autre article.

L'industrie pharmaceutique marocaine occupe, par sa taille, la 2e place à l’échelle africaine avec un chiffre d’affaires de 13,7 milliards de dirhams (1,4 milliard de dollars). 
Avec près de 40 laboratoires, 33 sites de production, 50 distributeurs et plus de 11 000 pharmacies, l’industrie pharmaceutique marocaine couvre la majeure partie de la demande intérieure, soit près de 70 % et le Maroc exporte 7 à 8 % de sa production, jusqu'à 20  % chez certains laboratoires, en particulier vers l'Afrique subsaharienne et la zone MENA, mais aussi vers l'Europe.
Il est à noter que l’industrie pharmaceutique marocaine est classée Zone Europe par l’OMS du fait de la qualité de production.
L’industrie pharmaceutique marocaine constitue un pôle de croissance en raison des technologies acquises, de son savoir-faire reconnu par les instances internationales, des performances qu’elle réalise tant au niveau des quantités produites que de la qualité des médicaments. Malgré tout, la balance commerciale pharmaceutique a terminé l’année 2015 à -3,9 Milliards de Dirhams,.

## Laboratoires pharmaceutiques marocains
Afric-Phar,
Bottu,
Cooper Pharma, 
Galenica,
Genpharma, 
Iberma,
Ipharma,
Laprophan, Maphar, 
Novapharm, 
Novopharma,
Pharma 5,
Pharmaceutical Institute, 
Promopharm, 
Polymédic,
Sothema,
Steripharma,
Zenith, 
Gynebiopharma, 
Medipro, 
Pharmed, 
Therapharm, 
Pharmis,
MC Pharma

## Laboratoires internationaux implantés au Maroc
Alcon, Abbvie, Abbott, AstraZeneca, Bayer, Celgene, Eli Lilly, GlaxoSmithKline, Janssen, Leo Pharma, Merck, MSD, Novartis, Novo Nordisk, Pierre Fabre, Pfizer, Roche, Sanofi, Servier, Spimaco, Sunpharma.
Les Entreprises du Médicament du Maroc (LEMM) est une association professionnelle, créée en 2005, composée de 19 sociétés marocaines, filiales de groupes pharmaceutiques internationaux qui œuvrent dans la R&D. Le LEMM a pour mission de mettre à disposition des patients, du corps médical et de l’ensemble des prestataires de soins des solutions de santé innovantes, aux standards internationaux les plus stricts aussi bien pour les maladies lourdes que pour les maladies sociétales.

## Exportation
Quinze laboratoires, dont deux filiales de multinationales, exportent vers 33 pays, essentiellement africains. Le chiffre d’affaires à l’export s’élève à  909 MDH
.
l'industrie pharmaceutique marocaine cherche de nouveau marché notamment en Afrique lusophone et anglophone mais aussi au Viêt Nam qui pourrait être la tête de pont pour conquérir un marché de 10 pays regroupé au sein de l'ASEAN. 
Pharma 5 compte créer une usine de production de médicaments en Côte d'Ivoire, Cooper Pharma fera de même dans ce pays et réalisera une autre usine au Rwanda.

## Innovation
En ce qui concerne le SSB 400, générique du sofosbuvir, molécule miracle contre l’hépatite C développée par la firme américaine Gilead et commercialisée par celle-ci sous la marque Sovaldi, les chimistes du laboratoire pharma 5 sont arrivés à reconstituer cette molécule et à démocratiser l’accès aux soins pour cette maladie que l’on pensait incurable. Le SSB 400 coûte 13 500 dirhams pour les trois prises contre + de 400 000 dirhams en France ou encore plus de 800 000 dirhams aux États-Unis,.
Laprophan compte déjà 5 brevets d’invention. Parmi ces 5 brevets, se trouve l'Ixor, l’unique médicament anti-reflux effervescent. «Les chercheurs du laboratoire Laprophan sont les seuls à avoir réussi à mettre au point un antiacide effervescent tout en améliorant ses vertus thérapeutiques». En 2008, le laboratoire obtient le premier prix d’innovation décerné par l’Association R&D pour Ixor. Le produit a ensuite été proposé lors d’un concours international, organisé par l’Organisation mondiale de la propriété intellectuelle (OMPI) à Genève. Le traitement anti-reflux œsophagiens s’est vu attribuer le premier prix de l’innovation, devant Sanofi.